# تشكيلات كأس الخليج العربي 2014
قائمة اللاعبين المشاركين في كأس الخليج العربي لكرة القدم 2014 .

## قائمةالمنتخب السعودي

### المدرب
خوان لوبيز

### الحراس
- وليد عبد الله
- عبدالله العنزي
- عبدالله السديري

### الدفاع
- أسامة هوساوي
- سعيد المولد
- عبدالله الدوسري
- عمر هوساوي
- ماجد المرشدي
- معتز هوساوي

### الوسط
- تيسير الجاسم
- سالم الدوسري
- سعود كريري
- سلمان الفرج
- عبد الفتاح عسيري
- عبدالملك الخيبري
- مصطفى البصاص
- نواف العابد
- وليد باخشوين
- يحيى الشهري

### الهجوم
- فهد المولد
- مختار فلاته
- ناصر الشمراني
- نايف هزازي[1]

## قائمةالمنتخب اليمني

### المدرب
ميروسلاف سوكب

### الحراس
- محمد عياش
- سامر صالح
- سالم سعيد

### الدفاع
- حماده الزبيري
- عبد المعين الجرشي
- محمد بقشان
- محمد عمر
- مديرعبدربه
- معتز قايد
- ناطق راجح
- نزار رزق

### الوسط
- أحمد الحيفي
- أحمد علوس
- علاء الصاصي
- فؤاد العميسي
- محمد الغمري

### الهجوم
- اكرم الورافي
- أيمن الهاجري
- عبد الواسع المطري
- محمد العبيدي
- وحيد الخياط
- وليد الحبيشي
- ياسر الجبر[2]

## قائمةالمنتخب البحريني

### المدرب
مرجان عيد

### الحراس
- أشرف السباعي
- السيد محمد سبت
- علي عبد الله

### الدفاع
- إبراهيم العبيدلي
- أبو بكر آدم
- راشد الحوطي
- عبد الله هزاع
- محمد محمد
- محمد محورفي
- وليد الحيام

### الوسط
- السيد أحمد إبراهيم
- السيد ضياء شبر
- حسين علي بابا
- عبد الله عمر
- عبد الوهاب الصافي
- عبد الوهاب المالود
- محمود عبد الرحمن محمد

### الهجوم
- أحمد الختال
- إسماعيل عبد اللطيف
- سامي محمد الحسيني
- عبد الله يوسف عبد الرحيم
- فيصل حسن أبودهوم
- محمد علي العلوي[3]

## قائمةالمنتخب القطري

### المدرب
جمال بلماضي

### الحراس
- قاسم برهان
- أحمد أبونوره
- سعد الشيب

### الدفاع
- إبراهيم ماجد
- المهدي علي مختار
- بلال محمد
- خالد مفتاح
- عبد الرحمن اباكر محمد
- عبد الكريم فضل الله
- محمد موسى علي
- مصعب محمود الحسن

### الوسط
- أحمد السيد
- بوعلام خوخي
- خالد الرزيقي
- عبد العزيز حاتم محمد
- كريم بوضياف
- وسام رزق

### الهجوم
- إسماعيل محمد
- مشعل عبد الله
- حسن الهيدوس
- عبد القادر آدم
- علي أسد الله قمبر
- ماجد محمد[4]

## قائمةالمنتخب الإماراتي

### المدرب
مهدي علي حسن رضا

### الحراس
- علي الحوسني
- خالد بلال
- محمد الحوسني

### الدفاع
- إسماعيل أحمد
- عبدالعزيز البلوشي
- عبد العزيز المزامي
- علي سالم العامري
- محمد فوزي
- محمد أحمد علي غريب
- مهند سالم العميم
- وليد عباس

### الوسط
- إسماعيل الحمادي
- حبيب الفردان
- خميس إسماعيل خميس
- راشد عيسى
- عامر عبد الرحمن
- عمر عبدالرحمن
- ماجد أحمد الأحمدي
- محمد عبدالرحمن

### الهجوم
- أحمد خليل
- إسماعيل مطر
- علي مبخوت
- يوسف سعيد الضرس[5]

## قائمةالمنتخب العراقي

### المدرب
حكيم شاكر

### الحراس
- جلال حسن
- علي فليفل
- محمد حميد فرحان

### الدفاع
- أحمد إبراهيم خلف
- سعد ناجي
- سلام شاكر
- علي التميمي
- علي فائز
- علي بهجت فاضل
- مصطفى ناظم الشيباني
- مهدي كريم

### الوسط
- سعد الدوبجهاوي
- سيف سلمان
- كرار جاسم
- مهدي كامل
- همام طارق
- ياسر صفاء القديفجي

### الهجوم
- أحمد ياسين
- أمجد راضي
- أمجد كلف
- جستن خكمت عزيز
- حمادي أحمد
- ايمن حسين
- مروان حسين[6]

## قائمةالمنتخب الكويتي

### المدرب
جورفان فييرا

### الحراس
- حميد سيد يوسف
- سليمان عبد الغفور عبد الغفور
- نواف الخالدي

### الدفاع
- حسين فاضل
- خالد محمد حاجيه
- ضاري سعيد
- طلال العامر
- علي أحمد المقصيد
- فهد عوض
- مساعد العنزي

### الوسط
- أحمد عتيق راشد
- صالح حسين الشيخ الهندي
- طلال نايف
- عبد العزيز بديع السليمي
- عبد العزيز احمد مشعان العنزي
- فهد الإبراهيم
- فهد العنزي
- فهد مفرح الهاجري
- وليد علي

### الهجوم
- بدر المطوع
- علي الكندري
- فيصل زايد الحربي
- يوسف ناصر[7]

## قائمةالمنتخب العماني

### المدرب
بول لوجوين

### الحراس
- علي الحبسي
- مازن مسعود الكاسبي
- مهند عبيد الزعابي

### الدفاع
- جابر محمد العيسوي
- حسين يوسف الغيلاني
- سعد سهيل المخيني
- عبد السلام عامر المخيني
- علي سليمان البوسعيدي
- علي سالم بيت النحار
- محمد صالح المسلمي
- ناصر علي الشملي

### الوسط
- أحمد مبارك (كانو)
- جمعه درويش المعشري
- حسين الحضري
- رائد إبراهيم صالح
- علي هلال الجابري
- عيد محمد الفارسي
- فهد خميس الجلبوبي
- محمد علي السيابي

### الهجوم
- سعيد سالم الرزيقي
- عبد العزيز المقبالي
- قاسم سعيد حاردان
- هاني الضابط[8]